# Institut der Regionen Europas
Das Institut der Regionen Europas (IRE) (englisch Institute of the Regions of Europe) ist ein wissenschaftliches Institut mit Sitz in Salzburg (Österreich) und wurde am 21. Dezember 2004 vom ehemaligen Salzburger Landeshauptmann Franz Schausberger gegründet. Das Institut ist Teil der im Herbst 2004 gegründeten Institut der Regionen Europas (gemeinnützige) Privatstiftung.

## Zielsetzung
Die Stiftung wurde mit dem Ziel gegründet, ein Forum für die europäischen Regionen, Kommunen und Unternehmen zu schaffen. Mit der Gründung des IRE wurde eine überregionale und überparteiliche Einrichtung geschaffen, die sich im erweiterten Europa der Aufgabe stellt, der zunehmenden Bedeutung der Regionen und Gemeinden – auch auf der Basis des Vertrages von Lissabon – Rechnung zu tragen, vorhandene Informationsdefizite abzubauen, sich der vielfältigen Problemstellungen anzunehmen und zu versuchen, die möglichen wirtschaftlichen Potenziale der regionalen, aber auch überregionalen Zusammenarbeit der Regionen Europas zu nutzen.
Ein wichtiger Bereich ist dabei die Schaffung von Netzwerken zwischen Regionen, Kommunen und anderen Bereichen des öffentlichen Handelns sowie der Wirtschaft zur Durchsetzung ihrer Interessen. Dies gilt vor allem für die neuen EU-Mitgliedsstaaten als auch für die Beitrittskandidaten der nächsten Aufnahmerunde bzw. für jene Staaten, die diesen Status anstreben.
Mit seinen Aktivitäten und Initiativen unterstützt das IRE die Regionalisierung und Dezentralisierung und ist ein Ansprechpartner bei entsprechenden Fragen und Herausforderungen. Das Institut wird von Gründern, Mitgliedsbeiträgen und Sponsoring finanziert. Sie hat ihren Sitz in Salzburg/Österreich und verfügt auch in Wien über eine administrative Infrastruktur.

## Mitglieder
Zurzeit umfasst das europäische IRE-Netzwerk über 170 Mitglieder. Diese sind einerseits Regionen, Städte und Gemeinden Europas und andererseits bedeutende Wirtschaftsunternehmen sowie wissenschaftliche Institutionen. Weitere Mitglieder werden über den Verein zur Förderung des Instituts der Regionen Europas (IRE) Partner des Institutes.

## Aktivitäten
Im Auftrag der österreichischen EU-Ratspräsidentschaft hat das IRE am Europatag, 9. Mai 2006, die Veranstaltungsreihe Café d’Europe in allen EU-Hauptstädten durchgeführt. Dabei sollte die entspannte Atmosphäre eines traditionellen Kaffeehauses genutzt werden, um über europapolitische Themen wie den Integrationsprozess und die Mitwirkung der Zivilbevölkerung in der EU zu diskutieren. In der Folge setzte das IRE diese Veranstaltungsform unter dem Titel "Café d'Europe Régional" in zahlreichen Städten Europas fort. Dabei haben hochkarätige Referenten aus Politik, Diplomatie und Wirtschaft mit einem jungen Publikum diskutiert.
Die jährlich stattfindende Konferenz "Salzburg Europe Summit" (früher Konferenz Europäischer Regionen und Städte) wird jeweils zu aktuellen europäischen Themen im Hinblick auf zukünftige Strategien und Herausforderungen für Politik und Wirtschaft organisiert. Das Generalthema ist "Europa und Frieden", die jeweiligen Konferenzthemen reichen von Wissenschaft, Wirtschaft, Digitalisierung, Erweiterungspolitik bis zu geopolitischen Diskussionen. Die Konferenz bringt jedes Jahr bis zu 600 (2019) hochrangige Vertreter aus Politik, Wirtschaft, Diplomatie und Wissenschaft aus den verschiedenen Regionen Europas zusammen.
Der Salzburg Europe Summit findet jährlich im Salzburg Congress statt.
Außerdem werden kontinuierlich Fachkonferenzen zu spezifischen regionalpolitischen Themen wie Regionalflughäfen, Kulturregionen, Tourismusstrategien oder Digitalisierung veranstaltet.

## Wissenschaftliche Tätigkeit
Die Schwerpunkte der wissenschaftlichen Forschung am IRE liegen bei der regionalen und lokalen Wahlforschung, Regionalisierung und Dezentralisierung in Europa, Analyse von Reformen, Ost- und Südosteuropa sowie Westbalkan.
Das IRE Magazin Newsregion erscheint viermal pro Jahr und informiert Personen in Europa über die Aktivitäten des IRE.
Die IRE Schriftenreihe Occasional Papers, die ein bis zwei Mal pro Jahr herausgegeben wird, umfasst wissenschaftliche Arbeiten zu folgenden Themen: Regionale und lokale Wahlanalyse, politische Systeme, regionale Standortentwicklung, Westbalkan, Ost- und Südosteuropa, EU-Regionalpolitik und anderen Bereichen, die mit Regionalismus und Dezentralisierung in Verbindung stehen.

## Praktikumsprogramm
Das IRE bietet jedes Jahr die Möglichkeit, Praktika in Salzburg zu absolvieren. Daher kooperiert das IRE mit verschiedenen Universitäten und Instituten in ganz Europa (zum Beispiel mit Universität Südböhmen in Budweis). Schon über 200 Studenten aus verschiedenen Ländern Europas aber auch aus den USA, haben dabei im Rahmen einer wissenschaftlichen Arbeit ein Thema mit europapolitischem oder regionalpolitischem Fokus vertieft und im Rahmen der IRE Schriftenreihe publiziert. Pro Jahr begrüßt das IRE 20 Studentinnen und Studenten am Institut.

## Economic Board
- Michael Strugl – Vorstandsvorsitzender, Verbund AG
- Peter Bosek – Vorsitzender des Vorstandes, Erste Bank der österreichischen Sparkassen AG
- Kurt Egger – Generalsekretär, Österreichischer Wirtschaftsbund
- Johannes Hörl – Generaldirektor & Vorstandsvorsitzender, Großglockner Hochalpenstraße
- Đorđa Kojić – Geschäftsführer, Brčko Gas d.o.o.
- Susanne Riess – Vorstandsvorsitzende, Bausparkasse Wüstenrot AG
- Veronika Seitweger – Wirtschaftsprüferin, Steuerberaterin & Partnerin, TPA Steuerberatung GmbH
- Christian Struber – Geschäftsführer, Salzburg Wohnbau GmbH
- Martin Waldhäusl – Vorstandsvorsitzender, Management Trust Holding AG
- Zvjezdan Višt – Gründer & Geschäftsführer, Wischt d.o.o.
- Kurt Weinberger – Vorstandsvorsitzender, Österreichische Hagelversicherung
- Andreas Höll – Generaldirektor & Vorstandsvorsitzender, Volksbank Salzburg
- Robert Olma – Vizepräsident, Andreas STIHL AG & Co. KG
- Erik Kroiher – 12 Starplus Consulting KG
- Stefan Eder – Benn Ibler Rechtsanwälte GmbH
- Clemens Joos – Gründer und Geschäftsführer, EUTOP International GmbH
- Peter Wilhelmer – Geschäftsführer, FIBRE Network Construction GmbH
- Markus Friesacher – Geschäftsführer, Gmundner Keramik GmbH
- Kenan Dedić – Geschäftsführer, HEEZ Aluminium d.o.o
- Miroljub Bošković – Geschäftsführer, Ingsoftware
- Georg Kapsch – Kapsch TrafficCom AG
- Kathrin Kühtreiber-Leitner – CEO, Oberösterreichische Hagelversicherung
- Andreas Klauser – CEO, PALFINGER AG
- Jelena Tadić – Geschäftsführerin, PPP Investment
- Johann Strobl – CEO, Raiffeisen Bank International AG
- Heinz Konrad – Generaldirektor, Raiffeisenverband Salzburg (RVS)
- Michael Baminger, CEO, Salzburg AG
- Bettina Ganghofer – Generaldirektorin, Salzburger Flughafen GmbH
- Obrad Tadić  – Smart Energy Investment
- Andreas Brandstetter – CEO, UNIQA Insurance Group
- Karl-Heinz Kopf – Direktionssekretär, Wirtschaftskammer Österreich (WKO)
- Peter Buchmüller – Wirtschaftskammer Salzburg (WKS)
- Rudolf Staricky – Vizepräsident, ZUMTOBEL Lightning GmbH

## Board of Patrons
Die Tätigkeit des IRE entspricht der Idee des „Europa der Regionen“ auf der Basis des Subsidiaritätsprinzips, das eine der tragenden Säulen der Europäischen Union darstellt. Die Mitglieder des „Board of Patrons“ unterstützen die Zielsetzungen des Instituts der Regionen Europas (IRE).
- Jerzy Buzek −  Mitglied im Europäischen Parlament, ehm. Präsident des EP und ehm. Ministerpräsident von Polen
- Luis Durnwalder – ehm. Landeshauptmann von Südtirol
- Benita Ferrero-Waldner − Österreichische Außenministerin (2000–2004), Kommissarin für Außenbeziehungen und europäische Nachbarschaftspolitik (2004–2010)
- Hubert von Goisern − Österreichischer Liedermacher und Weltmusiker
- Johannes Hahn – EU-Kommissar für Regionalpolitik (2019–2024)
- Ivo Josipović – Präsident der Republik Kroatien (2010–2015)
- Jean-Claude Juncker – ehm. Luxemburgischer Premierminister, Vorsitzender der Euro-Gruppe (2005–2013) und Präsident der Europäischen Kommission
- Borut Pahor – Slowenischer Staatspräsident (2012–2022) und ehm. Premierminister von Slowenien
- Erwin Pröll – ehm. Landeshauptmann von Niederösterreich
- Viviane Reding – Mitglied im Europäischen Parlament
- Wolfgang Schüssel − Österreichischer Bundeskanzler (2000–2007)
- Edmund Stoiber – Ministerpräsident des Freistaates Bayern (1993–2007)
- Danilo Türk – ehm. slowenischer Präsident (2007–2012)
- Theo Waigel – Deutscher Bundesminister der Finanzen (1989–1998)
- Kandeh K. Yumkella – Agrarökonom und ehm. Generaldirektor der UNIDO
- Prinz Asfa-Wossen Asserate – Unternehmensberater, Politischer Analyst und Bestsellerautor
- Jan Peter Balkenende – ehem. niederländischer Ministerpräsident (2002–2010)
- Elmar Brok – ehem. Mitglied des Europäischen Parlaments
- Ján Čarnogurský – ehem. Premierminister von Slowenien (1991–1992)
- Mikuláš Dzurinda – ehem. Premierminister von der Slowakei
- Alfred Moisiu - ehem. Staatspräsident von Albanien (2002–2007)
- Wilhelm Molterer – ehem. Vizekanzler von Österreich (2007–2008)
- Tibor Navracsics – Minister in Ungarn
- Rossen A. Plewneliew – ehem. Staatspräsident von Bulgarien (2011–2017)
- Josef Pühringer – ehem. Landeshauptmann von Oberösterreich (1995–2017)
- Thaddaeus Ropac – Österreichischer Galerist
- Paul Rübig – ehem. Mitglied der Europäischen Parlaments
- Herwig van Staa – ehem. Landeshauptmann von Tirol (2002–2008)
- Lord Alan Watson of Richmond – ehem. Mitglied des House of Lords

## Kuratorium
- Dr. Andrea Eder-Gitschthaler
- Dr. Alexander Biach
- Mag. Karoline Edtstadler
- KR Prof. Dr. Gerhard Feltl
- Dr. Andreas Kiefer
- Mag. Georg Krauchenberg
- Mag. Lukas Mandl
- KR Dkfm. Dr. Bernd Petrisch
- Prof. Claus Reitan
- KR Mag. Ernst R. Rosi
- Prof. Helmut Mödlhammer
- DDr. Hermann Prem
- Dr. Gerhard Walcher

Sonderberater für Europäische Regionalkultur:
- Zoran Šijakovic

## Belege
1. ↑  The Institute of the Regions of Europe. In: eu2006.at. Archiviert vom Original (nicht mehr online verfügbar) am 23. April 2017; abgerufen am 31. Januar 2018 (englisch).  Info: Der Archivlink wurde automatisch eingesetzt und noch nicht geprüft. Bitte prüfe Original- und Archivlink gemäß Anleitung und entferne dann diesen Hinweis.
2. ↑  Institute of the Regions of Europe (IRE). In: caesar.uns.ac.rs. Abgerufen am 31. Januar 2018 (englisch).
3. ↑  Das Institut der Regionen Europas (Memento vom 21. Februar 2019 im Internet Archive), auf eu2006.at.
4. ↑  8. Konferenz Europäischer Regionen und Städte (Memento vom 16. November 2014 im Internet Archive), auf ec.europa.eu
5. ↑  Institute of the Regions of Europe (IRE). In: facebook.com. Abgerufen am 8. Februar 2021.